# Ansgariegatan

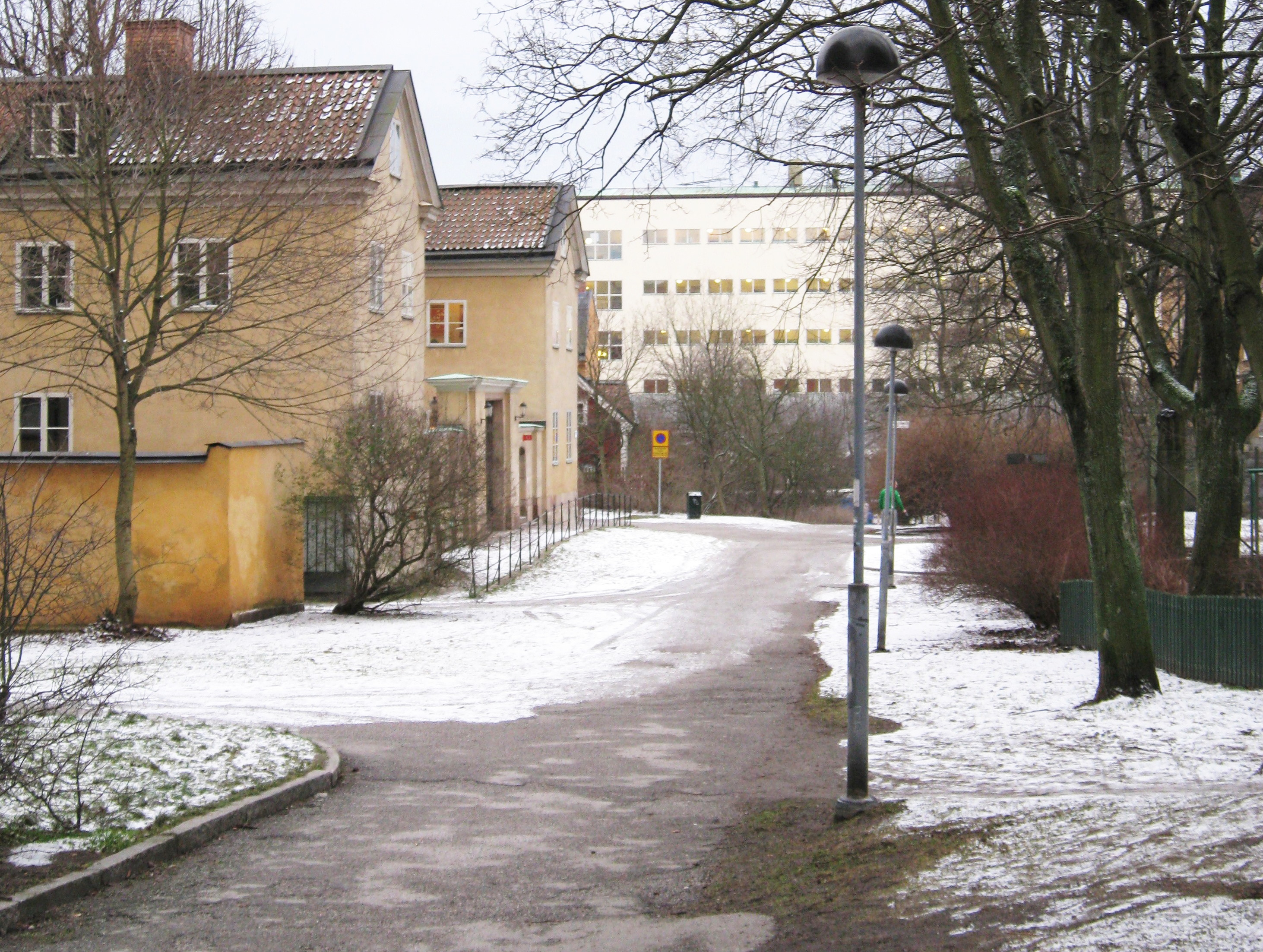
Ansgariegatan söderut från Lundagatan. Till vänster Wirwachs malmgård.

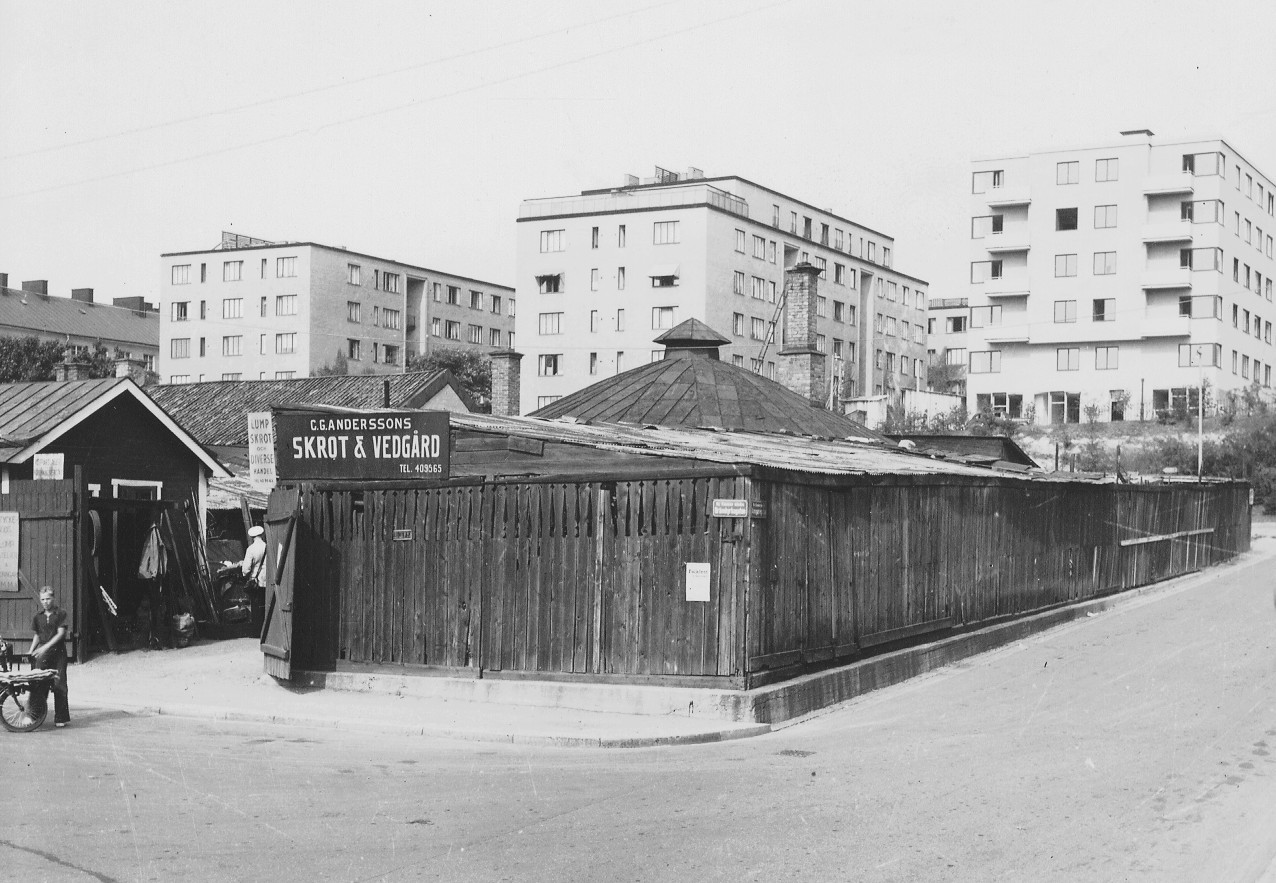
Brännkyrkagatan / Ansgariegatan 1939.

Ansgariegatan är en 140 meter lång gata på Södermalm i Stockholm. Gatan sträcker sig från Lundagatan i norr till Hornsgatan i söder. 

## Historik
Ansgariegatan fick sitt namn i samband med namnrevisionen i Stockholm 1885 inför nyregleringen av stadsplanen på västra Södermalm. Redan i Lindhagenplanen 1866 antydde man att berget söder om Hornsgatan (det berg där Globala gymnasiet ligger idag) skulle kunna vara en lämplig plats för en ny kyrka på Södermalm. I 1878 års bearbetning av planen anges uttryckligen att en ny kyrka borde placeras här. 
Namnrevisionen gav därför berget, som var känt under namnet Mullvadsberget, namnet Ansgarieberget efter Ansgar, ”Nordens apostel” (801-865). På berget stod Michel Jöranssons kvarn som brann ner 1871. Någon kyrka byggdes aldrig på platsen, i stället uppfördes Högalidskyrkan längre västerut. Högalidskyrkans norra torn heter dock Ansgarstornet. En kyrksal, Ansgariikyrkan, låg mellan 1897 och 1923 i ett bostadshus nära Ansgariegatan, på Brännkyrkagatan 88, fram till dess Högalidskyrkan invigdes.
Där Ansgariegatan korsar Brännkyrkagatan ligger Wirwachs malmgård, uppförd på 1770-talet av apotekaren Johan Michael Wirwach (1710-1783) och hans kompanjon Johan Christian Senckpiehl.
I hörnet Ansgariegatan / Brännkyrkagatan på nuvarande kvarteret Sparren låg A.W. Friestedts fabriksaktiebolag som tillverkade bland annat benmjöl.  Verksamheten störde grannarna och Stockholms stad och flyttades 1894 till industriområdet Nynäs vid sjön Trekanten i Gröndal. Friestedts fabrikstomt fanns dock kvar till omkring 1940.
Gatan har tidigare varit körväg men fungerar idag som parkväg. Stadsplaneändringar gjorde att namnet föll bort mellan 1971 och 1986 och ersattes av Ansgarieparken. Av adresseringsskäl återinfördes namnet Ansgariegatan 1986.